# کلاینموربیش
کلاینموربیش (به آلمانی: Kleinmürbisch) یک منطقهٔ مسکونی در اتریش است که در ناحیه گوسینگ واقع شده‌است. کلاینموربیش ۲۵۴ نفر جمعیت دارد.